# Metodología económica
La metodología económica es el estudio de los métodos, especialmente el científico,  relacionados con la economía,  incluyendo los principios que subyacen al razonamiento económico. La filosofía de la economía también aborda la metodología en la intersección de ambas disciplinas.

## Alcance
Las cuestiones metodológicas generales incluyen similitudes y contrastes a las ciencias naturales y otras ciencias sociales y, en particular, a:
- La definición de la economía[2]
- El alcance de la economía definido desde sus métodos[3]
- Principios fundamentales y significancia operativa de la teoría económica[4]
- Individualismo metodológico frente a holismo[5]
- El rol de los supuestos simplificadores tales como la elección racional o la maximización de beneficios a la hora de explicar o predecir fenómenos económicos[6]
- Usos descriptivos/positivos, prescriptivos/normativos, y aplicados[7] de la teoría[8]
- el estatus científico[9] y dominio expansivo de la economía[10]
- cuestiones críticas con la práctica y progreso de la econometría[11]
- el balance de enfoques empíricos y filosóficos[12]
- el papel de los experimentos en economía[13]
- El papel de las matemáticas y la economía matemática en la economía[14]
- la escritura[15] y retórica de la economía[16]
- la relación entre teoría, observación, aplicación, y metodología en la economía contemporánea.[17]

La metodología económica ha pasado de reflexiones periódicas de los economistas a campo de investigación propio desde los años 70. Por una parte, ha expandido las fronteras de la filosofía, incluyendo la relación de la economía con la filosofía de la ciencia y la teoría del conocimiento.  Por otra, en la filosofía de la economía, se tratan temas como la teoría de la decisión y la ética.